# Hydraena zelandica
Hydraena zelandica är en skalbaggsart som beskrevs av Ron Garth Ordish 1984. Hydraena zelandica ingår i släktet Hydraena och familjen vattenbrynsbaggar. Inga underarter finns listade i Catalogue of Life.